# Sporogonia
La sporogonia è una modalità di riproduzione sessuata. Con essa si intende la produzione di meiospore, ossia di spore prodotte per meiosi. Avviene all'interno di organi monocellulari (sporocisti) o in organi pluricellulari (sporangi). Vengono prodotte 4 meiospore per processo completo (aploidi). Al contrario dei gameti, queste saranno in grado di generare autonomamente un nuovo individuo. La riproduzione per sporogonia può avvenire solo in individui che hanno un ciclo vitale aplodiplonte o aplonte, quindi in alghe, funghi e soprattutto piante.

## Nei protozoi
La sporogonia avviene anche nei protozoi sporozoa.
Dopo la fase sessuale del ciclo riproduttivo (gametogamia) caratterizzato dalla formazione e unione dei gameti, si formano le Oocisti. 

Le oocisti appena formate sono costituite da un nucleo e una massa di protoplasma, avvolti da una parete cellulare resistente; in condizioni ambientali favorevoli le oocisti avviano il processo di meiosi, ossia la divisione nucleare e del rispettivo protoplasma.
Al termine di queste divisioni all'interno della stessa parete che avvolgeva l'oociste si trovano ora 4 sporoblasti ognuno formato da 1 nucleo e rispettivo protoplasma. 

Ogni sporoblasto inizia a secernere una parete propria trasformandosi così in una sporociste.
Ogni nucleo all'interno delle sporocisti subisce una nuova scissione binaria originando così 2 sporozoiti.
Alla fine del ciclo sporogonico, la parete, che conteneva l'oociste iniziale, contiene 4 sporocisti con parete propria, ognuna delle quali porta al proprio interno 2 sporozoiti; questa è detta oocisti sporulata e rappresenta lo stadio infettante.